# Kotomi Takahata (actriz)
Kotomi Takahata (高畑 こと美 Takahata Kotomi?, nacido el 22 de noviembre de 1986) es una actriz japonesa de Tokio que ha participado en producciones para teatro, televisión, cine y radio. Su madre es una actriz Atsuko Takahata de Seinenza Theatre Company, y su cuñado es un actor Yuta Takahata. Keiko Kitagawa es su tercer primo lejano.

## Apariciones

### Escenario
- Kamogawa Horumo (mayo–junio de 2009, Kichijoji Theater, etc.) como Arisa Miyoshi
- Séptima actuación de Suspender Yoru to Mori no  Munichhausen (septiembre de 2009, Centro de arte y cultura de la ciudad de Mitaka) como Saki
- 73.ª actuación de tpt Kirei Janakya Ikenai Wake (diciembre de 2009 – enero de 2010, Zamza Asagaya)
- 24.ª actuación de OneOr8 Zetsumetsu no Tori (septiembre–octubre de 2010, Theatre Tram)
- 44 Produce Futsū no Seikatsu (octubre de 2010, Kinokuniya Hall)
- Habanera Produce Rosette (diciembre de 2010, Sala pequeña 1 de Tokyo Metropolitan Art Space) como Miharu
- 93.ª actuación de Komatsu-za Nihonjin no heso (marzo de 2011, Theatre Cocoon)
- 79.ª actuación de tpt Ō to Ko (septiembre de 2011, Ueno Storehouse)
- Actuación de Edo-ito Ayatsuri Ningyō-za Caucasus no Hakuboku no Wa (enero de 2012, Traditional Hall) como Gurusha
- Literatura de KAAT Nippon Miminashi Hōichi (abril de 2012, Teatro de Arte Kanagawa)
- Actuación de ACM Theater Produce Cash On Delivery (junio de 2012, Art Tower Mito)
- Festival de Gekidan Tokyo Awa (Jul 2012, Shimokitazawa Off Off Theater)
- Takaha Theater Company Sekai o Oeru tameno, Kaigi (enero de 2013, Teatro de la Estación de Shimokitazawa)
- Segunda actuación de Chijinkai Shinsha Nekko (abril de 2013, Akasaka RedTheater)
- Actuación de agosto de Meiji-za Tomoe Gozen (agosto de 2013, Meiji-za)
- Segunda actuación de 2014 Theater Green Produce Nomuzu Project Doshinbo no Hama (junio de 2014, Theater Green Box in Box Theater)

### Películas
- El hilo de la araña[6] (abril de 2013, Kaeru Cafe) como Oni

### Dramas de televisión
- Mother Episodio 6 (mayo de 2010, NTV)
- Getsuyō Golden Mitori no Isha: Bike Kāsan no Ōshin Nisshi (diciembre de 2011, TBS)
- Segunda parte de Tonbi (enero de 2012, NHK) como mujer de recepción
- Suiyō Mystery 9 Kaigo Helper Murasakiame-ko no Jiken-bo (junio de 2012, TX) como Miyuki
- Taiga drama Gunshi Kanbei (enero de 2014, NHK) como Okiku
- Iyashi-ya Kiriko no Yakusoku (septiembre de 2015, THK) como Tamako/Lucy Tamaki

### Programa de radio
- Seishun Adventure "Maiwa Densetsu" (mayo–junio de 2011, NHK-FM)